# Paul Allen
Paul Gardner Allen (født 21. januar 1953, død 15. oktober 2018) grundlagde sammen med Bill Gates Microsoft Corporation. Han måtte dog senere på grund af sygdom forlade firmaet. Han optrådte jævnligt på lister over de rigeste personer i verden. I 2004 satte Forbes Magazine ham på deres årlige liste som den femterigeste med en vurderet formue på 21 milliarder USD, af disse var 5 milliarder i Microsoft-aktier. En anden del af formuen var investeret i Octopus, bygget af Lürssen, en af verdens største privatejede lystyachter.
Paul Allen grundlagde Microsoft sammen med Bill Gates, men blev i 1983 ramt af Hodgkin lymfom (lymfeknudekræft). Den barnløse og ugifte Paul Allen havde besluttet at forære sin formue på mellem 80 og 100 milliarder kroner til velgørenhed. Hans søster, Jody Allen, har fortalt om Paul Allens velgørenhedsorganisation Vulcan Inc..